# Bucuroaia, Bihor
Bucuroaia este un sat în comuna Copăcel din județul Bihor, Crișana, România. Satul Bucuroaia se află în Depresiunea Beiuș, la poalele sudice ale  munților Pădurea Craiului. La Bucuroaia se află o biserică de lemn din secolul al XVIII-lea, monument istoric (cod: BH-II-m-B-01123).

## Istoria satului Bucuroaia

### Antichitate
Urme arheologice legate de activitatea umană din zona satului Bucuroaia nu s-au găsit încă, dar acesta se află într-o regiune importantă pentru istoria județului Bihor. La câțiva kilometri de Bucuroaia, în satul Tășad, s-a descoperit un sit pluristratificat, compus din trei straturi: o așezare neolitică, o așezare din Epoca bronzului târziu, dar și o așezare din perioada dacică clasică (secolul I î.Hr), aceasta fiind faimoasă pentru atelierul de turnat podoabe din argint. Lângă un alt sat din apropiere, Drăgești, s-au găsit podoabe dacice din argint (secolul I î.Hr), dar și un tezaur compus din monede grecești și denari romani.

### Evul Mediu și Epoca Modernă
Prima atestare documentară a satului Bucuroaia datează de la 1508, dintr-un document emis de regele Ungariei, Vladislav al II-lea, prin care acesta face o donație către familia lui Stefan Thelegdy, donația constând în 68 de sate și 14 părți din alte sate, toate din districtul românesc al Pomezăului. Având în vedere că acest act este doar o reconfirmare a unui act mai vechi care nu s-a păstrat, atunci, este logic să se afirme că toate satele menționate în el, inclusiv Bucuroaia, au existat și înainte de 1508. Numele cu care apare satul în acest document este cel de Bokorványa. În documente din anul 1545 se subliniază faptul că Bucuroaia era un sat românesc. În aceste documente este menționată și o biserică ortodoxă. Tradiția orală afirmă că aceastp biserică era situată în Țințirim (cimitirul vechi), iar casa și pământurile preotului se aflau pe Dealul popii. În Conscrierea Comitatului Bihor, din anul 1552, este menționat faptul că Bucuroaia făcea parte din comitatul Ceica, deținători fiind Nicolai și Michaelis Thelegdy. Tot în același an este menționat și un anume Petru Vayvoda, care deținea proprietăți în satul Bucuroaia.
În 1754, vechea biserică din Țințirim este mutată în cimitirul nou, pe Dealul Curiii. Acest transfer a fost determinat de tendința de aliniere a gospodăriilor satului pe creasta colinei, de-a lungul drumului, un proces care capătă amploare în tot Bihorul secolului al XVIII-lea. Consacrearea oficială a fenomenului o întâlnim în Conscrierea urbarială din anul 1772. În această perioadă s-au realizat și noi măsurători pentru intravilanele din Comitatul Bihor, cu scopul de a se stabili și categoriile satelor. Într-un alt document se precizează că starea bisericii de lemn era foarte precară, iar credincioșilor le era frică să nu se dărâme cât timp erau la slujbă.